# 松井康浩 (国際政治学者)
松井 康浩（まつい やすひろ、1960年- ）は、日本の国際政治学者、九州大学教授。

## 人物・来歴
九州大学大学院法学研究科博士後期課程単位取得退学。1997年「ソ連政府秩序と青年組織 コムソモール組織の実情と青年労働者の社会的相貌 (1917年-29年)」で博士（法学）(九州大学) 。香川大学准教授、九州大学比較社会文化研究院教授。政治社会史、国際関係論。

## 著書
- 『ソ連政治秩序と青年組織 コムソモールの実像と青年労働者の社会的相貌1917-1929年』九州大学出版会, 1999.2
- 『スターリニズムの経験 市民の手紙・日記・回想録から』 (岩波現代全書) 岩波書店, 2014.2

### 編著
- 『20世紀ロシア史と日露関係の展望 議論と研究の最前線』編. 九州大学出版会, 2010.3
- 『グローバル秩序という視点 規範・歴史・地域』編. 法律文化社, 2010.3
- 『ロシア革命とソ連の世紀』全5巻 松戸清裕,浅岡善治,池田嘉郎,宇山智彦,中嶋毅共編集委員. 岩波書店, 2017.

翻訳
- リチャード・シャプコット『国際倫理学』 (岩波テキストブックス) 白川俊介,千知岩正継共訳. 岩波書店, 2012.9